# Rosočka Reka
Rosočka Reka (makedonska: Росочка Река) är ett vattendrag i Nordmakedonien. Det ligger i den västra delen av landet, 80 kilometer sydväst om huvudstaden Skopje.
Omgivningarna runt Rosočka Reka är en mosaik av jordbruksmark och naturlig växtlighet. Runt Rosočka Reka är det glesbefolkat, med 8 invånare per kvadratkilometer.